# WDF Americas Cup
Der WDF Americas Cup ist die Amerikameisterschaft im Darts des offiziellen Weltverbandes WDF. Sie findet alle zwei Jahre statt. Teilnehmen dürfen alle Spieler des Amerikanischen Doppelkontinents teilnehmen. Seit der Erstaustragung werden dabei Medaillen im Herreneinzel und Dameneinzel vergeben. Zusätzlich existiert ebenfalls der WDF Americas Cup Youth.

## Geschichte
Zum ersten Mal wurde der WDF Americas Cup im Jahr 2002 ausgetragen. Damit handelte es sich nach dem WDF Europe Cup und dem WDF Asia-Pacific Cup (früher: WDF Pacific Cup) um die dritte und jüngste Kontinentalmeisterschaft der WDF. Die Erstaustragung fand auf den Cayman Islands statt. Als Sieger wurden John Part bei den Herren und Stacy Bromberg (beides zukünftige Gewinner der PDC-Weltmeisterschaft) gekürt.
Seitdem fanden alle zwei Jahre Turniere an wechselnden Austragungsorten statt. 2020 wurde aufgrund der COVID-19-Pandemie kein Wettbewerb ausgetragen.

## Modus
Seit der Erstaustragung werden bei jeder Ausgabe zwei Turniere ausgetragen: ein Herren- und ein Damenturnier. Doppel- oder Teamwettbewerbe wie bei anderen Cups der WDF gibt es bisher nicht. Zusätzlich wird das beste Land pro Jahr gesondert honoriert. Die Turniere werden dabei in einer K.-o.-Runde ausgetragen.

## Ergebnisse

### Herren
| Jahr | Austragungsort  | Sieger                                  | Ergebnis                                | Gegner                                  |
| ---- | --------------- | --------------------------------------- | --------------------------------------- | --------------------------------------- |
| 2002 | Cayman Islands  | John Part                               | ? : ?                                   | Wayne Copeland                          |
| 2004 | Fort Lauderdale | John Kuczynski                          | ? : ?                                   | Vivekanand Dyal                         |
| 2006 | Bridgetown      | Scott Wollaston                         | 3 : 1                                   | Winston Cadogan                         |
| 2008 | Port of Spain   | Gary Mawson                             | 3 : 0                                   | Jerry Hull                              |
| 2010 | Marsh Harbour   | Chuck Pankow                            | 4 : 3                                   | Gary Mawson                             |
| 2012 | Belize City     | Troy Hanlon                             | 4 : 0                                   | Chris Steiger                           |
| 2014 | Tampa           | David Cameron                           | ? : ?                                   | Romwell Tagalog                         |
| 2016 | The Crane       | John Norman Jnr                         | 4 : 1                                   | Robin Albury                            |
| 2018 | Claxton Bay     | Robin Albury                            | 4 : 1                                   | Anthony Forde                           |
| 2020 | Jamaika         | Abgesagt aufgrund der COVID-19-Pandemie | Abgesagt aufgrund der COVID-19-Pandemie | Abgesagt aufgrund der COVID-19-Pandemie |
| 2022 | Jamaika         | Abgesagt aufgrund der COVID-19-Pandemie | Abgesagt aufgrund der COVID-19-Pandemie | Abgesagt aufgrund der COVID-19-Pandemie |
| 2024 | Kingston        |                                         | :                                       |                                         |

### Damen
| Jahr | Austragungsort  | Sieger                                  | Ergebnis                                | Gegner                                  |
| ---- | --------------- | --------------------------------------- | --------------------------------------- | --------------------------------------- |
| 2002 | Cayman Islands  | Stacy Bromberg                          | ? : ?                                   | Jeniffer Daggy                          |
| 2004 | Fort Lauderdale | Nanette Brooks                          | ? : ?                                   | Brenda Hutton                           |
| 2006 | Bridgetown      | Stacy Bromberg                          | 3 : 0                                   | Michelle Stephens                       |
| 2008 | Port of Spain   | Kim Whaley-Hilts                        | 3 : 2                                   | Maureen Shepherd                        |
| 2010 | Marsh Harbour   | Marilyn Popp                            | ? : ?                                   | Jenelle Legge                           |
| 2012 | Belize City     | Marilyn Popp                            | 3 : 0                                   | Brenda Roush                            |
| 2014 | Tampa           | Joanne Luke                             | 3 : 1                                   | Cindy Veith                             |
| 2016 | The Crane       | Maria Mason                             | 3 : 0                                   | Eloise Martin                           |
| 2018 | Claxton Bay     | Sandy Hudson                            | ? : ?                                   | Maria Mason                             |
| 2020 | Jamaika         | Abgesagt aufgrund der COVID-19-Pandemie | Abgesagt aufgrund der COVID-19-Pandemie | Abgesagt aufgrund der COVID-19-Pandemie |
| 2022 | Jamaika         | Abgesagt aufgrund der COVID-19-Pandemie | Abgesagt aufgrund der COVID-19-Pandemie | Abgesagt aufgrund der COVID-19-Pandemie |
| 2024 | Kingston        |                                         | :                                       |                                         |

### Gesamtsiege
| Jahr | Austragungsort  | Gesamtsieger                            |
| ---- | --------------- | --------------------------------------- |
| 2002 | Cayman Islands  | Vereinigte Staaten                      |
| 2004 | Fort Lauderdale | Vereinigte Staaten                      |
| 2006 | Bridgetown      | Vereinigte Staaten                      |
| 2008 | Port of Spain   | Vereinigte Staaten                      |
| 2010 | Marsh Harbour   | Kanada                                  |
| 2012 | Belize City     | Vereinigte Staaten                      |
| 2014 | Tampa           | Vereinigte Staaten                      |
| 2016 | The Crane       | Kanada                                  |
| 2018 | Claxton Bay     | Vereinigte Staaten                      |
| 2020 | Jamaika         | Abgesagt aufgrund der COVID-19-Pandemie |
| 2022 | Jamaika         | Abgesagt aufgrund der COVID-19-Pandemie |
| 2024 | Kingston        |                                         |